# Carlos Olmedo (guerrillero)
Carlos Olmedo (Asunción Paraguay, 5 de enero de 1944 -  Barrio Ferreyra, provincia de Córdoba, Argentina, 3 de noviembre de 1971) cuyo nombre completo era Carlos Enrique Eduardo Olmedo y que usaba los “nombres de guerra” El Jóse y Germán, fue un político  y guerrillero que comenzó su militancia en la Federación Juvenil Comunista y se incorporó posteriormente a la organización guerrillera Fuerzas Armadas Revolucionarias. Fue muerto por la policía el 3 de noviembre de 1971 cuando participaba en el intento de secuestro del empleado de una empresa metalúrgica.

## Actividad política y militar
Su padre era un reconocido médico paraguayo que conoció a su madre, enfermera del Hospital Churruca de Buenos Aires cuando realizaba cursos de perfeccionamiento en Argentina. El matrimonio se instaló en Asunción, donde nacen tres hijos, de los cuales Carlos era el mayor, y el padre falleció siendo muy chicos. Vivieron en Mendoza hasta 1954 en que se trasladaron a Buenos Aires, donde estudió en el Colegio Nacional Buenos Aires mientras paralelamente laboraba de preceptor, empleo que conservó después de graduarse en 1962 y desde el que tiene buena conexión con los alumnos. Inició su actividad política en la Federación Juvenil Comunista cuando estaba en los últimos años del secundario e inició estudios de Medicina en la Facultad de Medicina de la Universidad de Buenos Aires para complacer el pedido de su madre, los que dejó a los dos años para estudiar en la Facultad de Filosofía y Letras, donde milita en su Centro de Estudiantes. En 1966 dictó un curso de historia del arte a un grupo que incluía a su primera esposa Isabel Goldemberg, su hermano Carlos Goldemberg y Mercedes Depino, futuros militantes de las FAR, y el mismo año publicó una crítica de libros en la revista La Rosa Blindada. Comenzó a trabajar con su suegro el psiquiatra Mauricio Goldemberg en el Policlínico de Lanús y tomó contacto con líderes de las villas de emergencia de la vecindad para acercar el servicio de salud mental a la comunidad. Se alejó del PC junto con sectores juveniles que por la influencia de la Revolución China, la Revolución cubana y la resistencia vietnamita habían sido atraídos a la idea de la vía de la lucha armada como estrategia revolucionaria y en marzo de 1966 el psiquiatra Antonio Caparrós le propone integrar junto a su núcleo de Filosofía –en el que estaba Roberto Quieto un grupo de apoyo desde Buenos Aires al Che Guevara que ya estaba instalado con la guerrilla en Bolivia. Olmedo y Quieto comenzaron a orientar al grupo Ejército de Liberación Nacional (ELN, al que se le decía Elena) en el que también participaban Marcos Osatinskyy su esposa Sara Solarz. Viajó a Cuba donde recibió instrucción militar. En su formación política se encontraban obras de Marx, Sartre, Regis Debray e incluso el manual de combate Rebelión en tierra santa del líder sionista Menahem Beguin. 
De regreso a Argentina comienza a formar el equipo para la misión propuesta, entre cuyos integrantes se encuentra Isabel Goldemberg, Pilar Calveiro, Juan Pablo Maestre y su hermano Osvaldo Olmedo, con quien tiene una relación conflictiva que lleva incluso a una ruptura temporaria motivada por disputas de poder.
Cuando el Che fue asesinado en 1967, el ELENA se replantea su funcionamiento y objetivos y evalúa acometer la lucha armada en Argentina. Varios de los militantes del ELENA integran los grupos que luego harían aparición con el nombre de Fuerzas Armadas Revolucionarias. Olmedo se muestra inclinado a un acercamiento con el peronismo entendiendo que el Che Guevara no había logrado atraer a las clases populares de Bolivia. A mediados de 1968 el grupo se integra con el orientado por Arturo Lewinger mientras se incrementa la vinculación con las Fuerzas Armadas Peronistas y con los Tupamaros a través del dirigente Raúl Sendic. Olmedo diseñó y dirigió el ataque simultáneo en Buenos Aires el 26 de junio de 1969 a trece supermercados Minimax, cuya propiedad se atribuía a Nelson Rockefeller, quien se hallaba de visita en esa ciudad, si bien la autoría solo fue reconocida por las FAR luego de su aparición pública el 30 de julio de 1970.
Según testimonios, Olmedo unía a su capacidad intelectual la de organizador, que lo convirtió en un orientador de peso dentro del grupo. Recorrió el país viviendo alternadamente en casas de compañeros para ampliar la organización al tiempo que publicaba notas en revistas como Militancia o Cristianismo y Revolución que constituían una referencia política-ideológica incluso para militantes en otras organizaciones armadas. Apoyado en su convicción de que la ideología sólo puede tener vigencia si sirve para interpretar una realidad e identidad consideradas únicas en la historia de cada pueblo –que en el caso argentino estaba sintetizada en el peronismo debatía al respecto con las organizaciones no peronistas. 
Para Olmedo:

”…la experiencia peronista podría definirse como aquella experiencia que impide absolutamente a un trabajador concebir un hecho reivindicativo despojado de su significación política…lo que genera conciencia no es sólo la miseria, sino la comprensión de que esa miseria es una injusticia. Y esa es quizás la contribución más importante que la experiencia peronista ha dado a nuestro pueblo” 

En un reportaje a Carlos Olmedo con preguntas elaboradas por Francisco Urondo realizado entre febrero y marzo de 1971 y publicado en abril de 1971 en el n° 28 de la revista Cristianismo y Revolución declaró:

"Sobre Garín cabe decir que es la demostración palpable de que aplicando una concepción táctica que detecte los puntos débiles del enemigo y aplicando esa condición fantasmal del guerrillero que reclamaba el Che, todo es posible, si además hay disciplina, capacidad técnica y disposición revolucionarla. Garín es todo lo que se dice que fue, pero fundamentalmente para nosotros la demostración de una posibilidad al alcance de todas nuestras organizaciones armadas. Y muchos Garín sobrevendrán en esta guerra".“Nosotros no nos integramos al peronismo; el peronismo no es un club o un partido político burgués al que uno puede afiliarse, el peronismo es fundamentalmente una experiencia de nuestro pueblo y lo que nosotros hacemos ahora es descubrir que siempre habíamos estado integrados a ella...en el sentido que está integrado a la experiencia de su pueblo todo hombre que se identifica con los intereses de los más.”

## Toma de Garín
El 30 de julio de 1970, a las 13 horas, un comando de las FAR realizó su primera operación militar pública, copando la ciudad de Garín, en la zona norte del Gran Buenos Aires. Fue planificada por Roberto Quieto, Carlos Olmedo y Marcos Osatinsky y coordinada desde fuera del  terreno de operaciones por Carlos Olmedo. La operación "Gabriela" incluyó el asalto a la sucursal del Banco Provincia y el copamiento de la oficina de ENTEL, la estación de ferrocarril y del destacamento de policía donde robaron armas. Duró en total unos 50 minutos, participaron alrededor de 40 guerrilleros -36 guerrilleros (12 mujeres y 24 hombres) según una de las fuentes- que se replegaron en camionetas y autos previamente robados para esa acción. Durante el hecho asesinaron a un policía.

## Actividad en Córdoba
El 29 de diciembre de 1970 un grupo de la organización asaltó la sucursal Fuerza Aérea del Banco de Córdoba en el Barrio Rosedal de la ciudad de Córdoba y en la huida fueron interceptados por la policía provincial, generándose un largo e intenso tiroteo hasta que, agotadas las municiones, los guerrilleros se entregaron. Allí fue detenido Camps junto con Alfredo Elías Kohan, Carlos Heriberto Astudillo y Marcos Osatinsky, en tanto Raquel Liliana Gelin que había sido alcanzada por una bala falleció en el camino que une Córdoba con Carlos Paz y se convirtió en la primera mujer que murió combatiendo en la guerrilla en Argentina.
En 1971 –ya en la clandestinidad- se instaló en Córdoba, donde se había afianzado una fuerte corriente sindical clasista, con René Salamanca en SMATA, los sindicatos autónomos SITRAC-SITRAM y Agustín Tosco en Luz y Fuerza. Olmedo trata de mejorar las relaciones de las FAR con los sindicatos –vínculo no exento de conflictos- así como de crear estructuras de coordinación entre las organizaciones guerrilleras similar a la OAP (Organizaciones Armadas Peronistas) y fruto de esas gestiones fue una operación conjunta de las FAR, FAP y Montoneros en la que asesinaron en plena calle al mayor Julio Ricardo San Martino, exjefe de policía de Córdoba y Director del Servicio Penitenciario de la provincia. En los comunicados relativos al episodio sobre la acción, lo acusaban de ser el “máximo responsable de los asesinatos y torturas sufridas por el pueblo cordobés y sus combatientes”, entre los que se encontraban la muerte de Raquel Liliana Gelin -ocurrida en un enfrentamiento cuando participaba  en diciembre de 1970 del asalto al Banco de la Provincia de Córdoba-, las torturas sufridas por los militantes de las FAR detenidos tras ese asalto y la represión del Viborazo en marzo de 1971. Olmedo dejó su empleo publicitario en la empresa Gillette y, obligado por las exigencias de su militancia, se separó de su esposa. A fines de octubre de 1971 se produjeron despidos de personal de las plantas Concord y Materfer de la empresa FIAT y las tres organizaciones guerrilleras trataron de inmiscuirse en el conflicto con una operación conjunta para secuestrar al jefe de relaciones públicas de FIAT Córdoba, Luchino Revelli-Beaumont, para después canjear su liberación por la reincorporación de los despedidos y otras peticiones, pero la acción fracasó y en los enfrentamientos con la policía murieron varios guerrilleros, entre ellos Olmedo en la ruta 9, en la localidad de Ferreyra.